# Igel-Helmschnecke

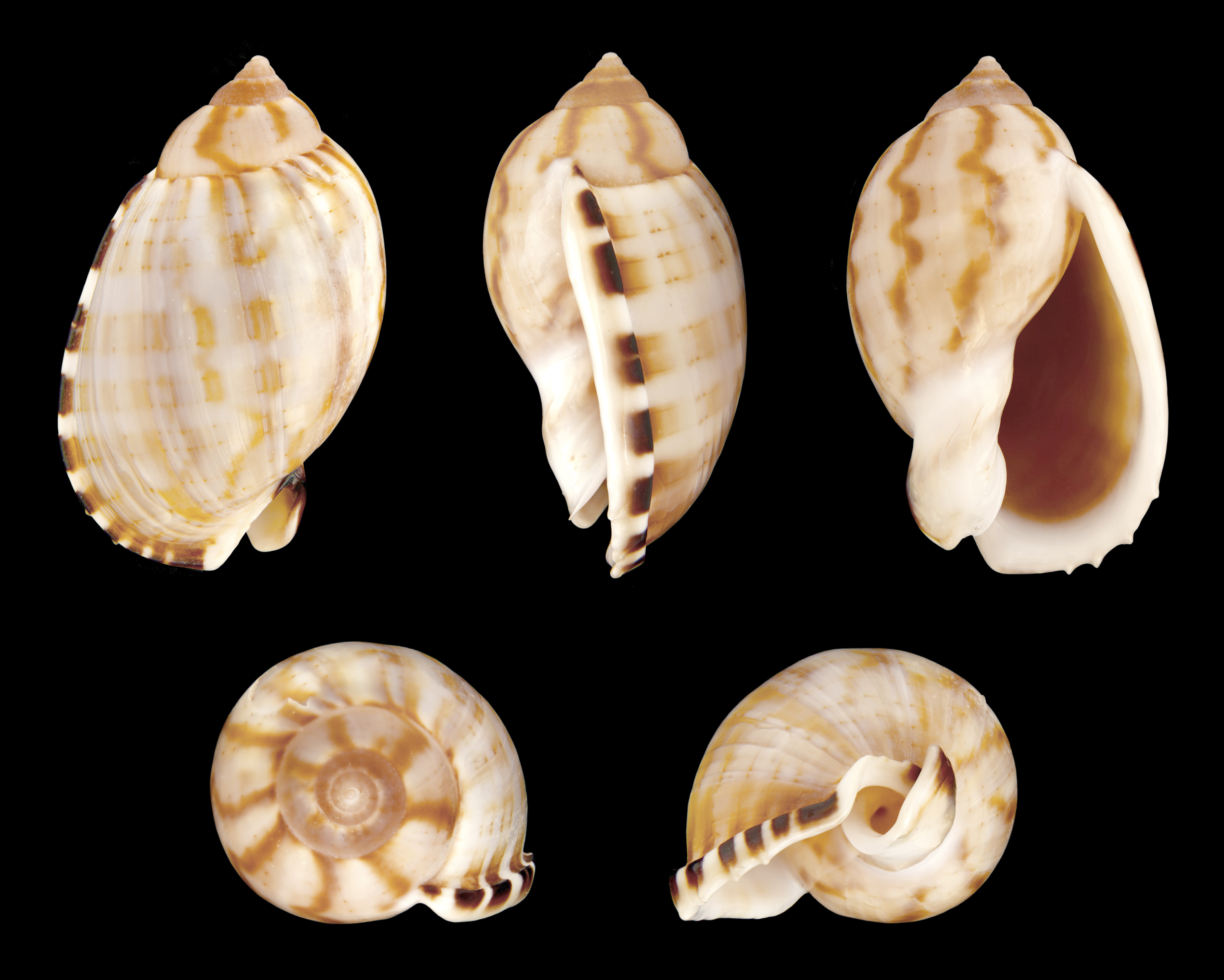
Gehäuse von Casmaria erinaceus, Form vibex

Die Igel-Helmschnecke (Casmaria erinaceus) ist eine Schnecke aus der Familie der Helmschnecken (Gattung Casmaria), die im Indopazifik verbreitet ist.

## Merkmale
Das eher kleine, leichte, glänzende, länglich eiförmige Schneckenhaus von Casmaria erinaceus hat ein Gewinde mit glatten, mäßig rundlichen Umgängen mit einem schwachen Kanal. Der Körperumgang kann glatt sein oder an der Schulter starke Knoten aufweisen. Die breite Gehäusemündung hat eine verdickte äußere Lippe mit 4 bis 5 spitzen Zähnchen am vorderen Ende ihrer Kante zum Siphonalkanal hin, während der Rest der äußeren Lippe ungezähnt ist. Die glatte Spindel hat einen dicken Spindelschild mit feinen Linien und verdeckt den Nabel. Die Oberfläche des Gehäuses ist dunkelgelb bis hellbraun, das Innere der Gehäusemündung braun. Der Spindelschild ist weiß mit einem dahinter liegenden braunen Fleck. Das Haus erreicht bei ausgewachsenen Schnecken rund 5 bis 6,3 cm, zuweilen bis zu 7,5 cm Länge.

## Verbreitung und Lebensraum
Casmaria erinaceus ist im Roten Meer und im Indopazifik von den Maskarenen, Madagaskar, Aldabra und Mauritius bis nach Melanesien und Mikronesien verbreitet.
Die Schnecke lebt auf sandigem Untergrund auf Korallenriffen sowohl in Lagunen als auch zum offenen Ozean hin. Sie ist ausschließlich nachtaktiv und tagsüber im Sand vergraben.

## Lebenszyklus
Wie andere Helmschnecken ist Casmaria erinaceus getrenntgeschlechtlich. Das Männchen begattet das Weibchen mit seinem Penis. Das Weibchen legt die Eier in Gelegen zahlreicher horniger Eikapseln ab, die jeweils mehrere hundert Eier enthalten. Ein Großteil der Eier entwickelt sich zu Embryonen. Die pelagische Phase der Veliger-Larven vom Schlupf aus der Eikapsel bis zur Metamorphose zur fertigen Schnecke dauert etwa zwei Monate.

## Nahrung
Casmaria erinaceus lebt wie andere Helmschnecken von Seeigeln.